# Wolga-Reederei
Die Wolga-Reederei (volle amtliche Bezeichnung seit dem 18. August 1998 russisch Открытое акционерное общество Судоходная компания „Волжское пароходство“, Kurzform: ОАО «СК «Волжское пароходство»; deutsch Offene Aktiengesellschaft Schifffahrtsunternehmen „Wolga-Reederei“, kurz OAO SK Wolga-Reederei, auch OAO Wolga-flot) ist eine Flussreederei mit Sitz in Nischni Nowgorod an der Wolga (Russland). Sie ging aus der seit dem 1. Dezember 1954 in der Sowjetunion existierenden Vereinigten Wolga-Reederei (Волжское объединённое речное пароходство, ВОРП) hervor, die am 24. März 1994 in eine Aktiengesellschaft umgewandelt wurde, zunächst als Акционерное общество открытого типа Судоходная компания „Волжское пароходство“, kurz AO Wolga-flot.
Die Aktiengesellschaft beschäftigt sich mit der Güter- und Personenbeförderung. 2010 wurde die Marke von 5 Mio. Tonnen beförderter Güter überschritten. Das Einsatzgebiet umfasst den Nordwesten Russlands, die Region Moskau, die Schifffahrtswege auf Wolga, Kama mit den Kanälen zum Don und zum Weißen Meer. Die Flotte der Wolga-Reederei umfasst über 250 Schiffe. Ende 2009 wurden zehn Frachtschiffe des Projekts RSD44 mit einer Länge von knapp 140 Metern bestellt, die bis April 2012 abgeliefert wurden.

## Geschichte
Die Ursprünge des Unternehmens gehen auf das Jahr 1843 zurück, womit es nach eigenen Angaben die älteste existierende Reederei in Russland ist.
2011 wurde der Anteil des Staates an der Wolga-Reederei verkauft. Hauptaktionärin ist heute die UCL Holding von Wladimir Lissin.